# Evaluación psicopedagógica
La evaluación psicopedagógica es el proceso constante y sistemático a través del cual se puede apreciar el grado de desarrollo del alumno y de las modificaciones que se producen en éste como consecuencia del proceso educativo y de la interacción del mismo con su medio natural y social.

## Evaluar
La palabra evaluar y sus variaciones generan frecuentemente, en menor o mayor grado, resistencias y temores en el evaluado, sobre todo estar asociada con procesos de calificación, clasificación, exclusión y acreditación. Es vital cambiar esta concepción de los procesos de evaluación, pues su función real es constructiva y propositiva, donde los evaluados tienen la oportunidad de recibir retroalimentación y mejorar continuamente, a fin de que sean más productivos y realicen trabajos de mejor calidad. El valorar es emitir juicio, el hacer un juicio es valorar, por lo que se dice que estos dos conceptos son sumamente próximos. Las evaluaciones válidas sobre el aprendizaje y las competencias que van logrando el alumno en el proceso, con el fin de redefinir propósitos y estrategias de la evaluación. En la medida que el alumno vivencia su proceso de aprendizaje como un acto permanente de construcción y revisión de su proyecto personal de desarrollo se mantienen atento y autocrítico a los cambios producidos en él. Este es el sentido y significado de la autoevaluación. Se asume que la evaluación es un proceso interactivo de enjuiciamiento valorativo y como tal supone estados de comunicación entre todos los sujetos involucrados en él. Este es el caso de la coevaluación, heteroevaluación e interevaluación (entre grupos). Cualquier innovación pedagógica en profundidad y cualquier nuevo modelo de educación presupone reformular el sistema evaluativo.
Hay que considerar a la evaluación como un proceso dinámico, abierto y contextualizado que se desarrolla a lo largo de un período; no es una acción puntual o aislada. En segundo lugar, se han de cumplir varios pasos sucesivos durante dicho proceso para que se puedan dar las tres características esenciales e irrenunciables de toda evaluación:
- 1.	Obtener información: Aplicación de procedimientos básicos y fiables para conseguir datos e información sistemática, rigurosa, relevante y apropiada que fundamente la consistencia y seguridad de los resultados de la evaluación.

- 2.	Formular juicios de valor: los datos obtenidos deben permitir fundamentar el análisis y valoración de los hechos que se pretenden evaluar, para que se pueda formular un juicio de valor lo más ajustado posible.

- 3.	Tomar decisiones: de acuerdo con las valoraciones emitidas sobre la relevante información disponible se podrán tomar las decisiones que convenga en cada caso.

Para realizar la recogida de información se cuenta con determinados instrumentos de evaluación que nos facilitan la observación directa del alumno; otros permiten obtener datos necesarios para que el profesor, o el equipo educativo, puedan establecer juicios que puedan tener un carácter predictivo o no, pero que son consecuencia del análisis de los datos obtenido. El proceso debe desembocar en una forma de decisiones que pueden ser de diferente naturaleza de acuerdo con el análisis efectuado y con las necesidades detectadas en el alumno.

## Evaluación Psicopedagógica. Técnicas e Instrumentos
Entendemos la evaluación psicopedagógica como una modalidad de evaluación que se desarrolla en el seno del proceso de enseñanza-aprendizaje para profundizar en el conocimiento de aspectos personales y escolares de algunos alumnos concretos. Debe entenderse como una modalidad de evaluación que fundamenta la toma de decisiones para proporcionar la respuesta educativa más adecuada en determinados momentos delicados o conflictivos de su escolarización. La Orden del 14 de febrero de 1996, en su artículo segundo, define
la evaluación psicopedagógica como proceso de recogida, análisis y valoración de la información relevante sobre distintos elementos que intervienen en el proceso de enseñanza-aprendizaje. L
Se trata en realidad de la sistematización y plasmación puntual de la información obtenida de ciertos ámbitos educativos a lo largo de un período de escolarización. La finalidad de la evaluación psicopedagógica es apoyar la toma de decisiones educativas sobre un alumno en un momento determinado de su escolarización.

### Características de la evaluaciónpsicopedagógica
Las características básicas de la evaluación psicopedagógica son:
- a)	Debe ser integradora: en la medida en que debe considerar todos los aprendizajes del alumno para determinar qué necesidades educativas presenta

- b)	Debe tener un carácter procesual, ya que su elaboración constituye un proceso sistematizado en el que, cada uno en su momento, individual o conjuntamente, debe intervenir los profesores de aula, el profesor-tutor y el orientador escolar.

- c)	Debe ser coherente, ya que su puesta en práctica debe estar adaptada a las necesidades de cada alumno, para ajustar en lo posible su proceso educativo.

- d)	Debe ser planificado de acuerdo a las estrategias adaptadas conjuntamente por el Equipo Educativo, Profeso-tutor y Orientador.

- e)	Debe ser contextualizada, de modo que sea adecuada a las características del alumno, teniendo en cuenta su contexto social, escolar y familiar.

- f)	Ha de ser exhaustiva, de tal modo que proporcione información amplia en cantidad y calidad de todos cuantos ámbitos sea necesario evaluar.

- g) Ha de ser rigurosa, ya que debe reflejar la realidad de todos los elementos que intervienen en ella.

- h)	Ha de ser participativa, ya que en ella deben involucrarse cuantos docentes tengan influencia directa sobre el alumno, además de los padres: Profesores, Profesor-tutor y Orientador

- i)	Ha de ser proporcionada, es decir, ajustada a las características de cada alumno en particular y a las necesidades educativas que presenta.

- j)	Ha de tener un enfoque multidisciplinar, ya que en su desarrollo ha de tenerse en cuenta el grado de consecución de los objetivos de todas las materias que esté cursando el alumno.

- k)	Ha de ser ponderada. Intentando determinar en lo posible el logro de los objetivos de las materias que esté cursando.

- l)    Ha de ser dinamista. Intentando ver desde todas las perspectivas, con el fin de obtener información cualitativa y cuantitativa.

Suele iniciarse el proceso generalmente a requerimiento del profesor, ya que es quien está en contacto permanente con el alumno y quien lo solicita al especialista en orientación. Dicha información puede afectar al currículo escolar, a los contenidos, a los objetivos, y a las orientaciones que va marcando la administración educativa, con la finalidad de poder combinar los objetivos generales de la etapa con las estrategias de intervención adecuadas a cada alumno y a sus necesidades educativas.
En cuanto a las características que debe tener un instrumento de evaluación para retroalimentar el proceso enseñanza-aprendizaje son: que tengan validez, es decir que los resultados correspondan a los objetivos que se pretendan alcanzar; sistemático, que responda a una planeación previamente establecida sobre los criterios a evaluar; que tenga continuidad, que evalúe permanentemente los procesos de aprendizaje de manera sistemática; acumulativo, que reúna una serie de datos que informen sobre los avances en el logro de los objetivos para poder emitir una evaluación final; funcional, que ayude a detectar las necesidades del alumno y de la realidad educativa que lo rodean para realizar cambios apropiados durante el proceso de enseñanza-aprendizaje, integral, que tome en cuenta las manifestaciones de la personalidad (cognoscitivo, afectivo y psicomotor) del alumno..

## Fases de la aplicación de la evaluación psicopedagógica
- 1.	Análisis del problema

- 2.	Propuesta al miembro de los equipos de orientación

- 3.	Síntesis de la información previa

- 4.	Realización de la evaluación psicopedagógica

- 5. Creación de informe psicopedagógico

- 6. Creación de plan de intervención psicopedagógico